# Acygonia
Acygonia là một chi bướm đêm thuộc họ Erebidae.